# Robert Biberti (Sänger, 1854)
Robert Biberti (* 26. Juli 1854 in Wien als Georg Johann Bibert; † 22. Februar 1925 in Berlin) war ein deutscher Opernsänger (Bass).

## Leben
Biberti wurde als Sohn des Lehrers Johann Georg Bibert und der Leopoldine geb. Henn († 1913 in Berlin-Schöneberg, im Alter von 77 Jahren) in Wien geboren. Seine Eltern traten musikalisch in verschiedenen Ländern auf. Sein Vater benutzte den Künstlernamen George Biberti. Roberts jüngere Schwester Leopoldine (1858–1942) wurde in Vichy geboren. Nach dem Tod seines Vaters heiratete seine Mutter den Musiklehrer Franz Stockhausen.
Seine Theaterlaufbahn begann er von 1878 bis 1879 als Chorist am Opernhaus von Leipzig, dem er dann 1879–81 als Solist angehörte. Der Kammersänger nahm 1882/83 neben Hedwig Reicher-Kindermann, Julius Lieban und Richard Miller an der Tournee des reisenden Richard Wagner-Theaters teil, die Angelo Neumann veranstaltete, er war von 1883 bis 1888 am Hoftheater zu Berlin beschäftigt, dann bis 1895 Mitglied des Berliner Königlichen Opernhauses, und er gründete eine Gesangsgruppe namens Meistersinger-Quartett. Auf mehreren Grammophon-Platten von 1904 sind Aufnahmen des königlich preußischen Hofopernsängers erhalten (Undine, Tannhäuser, Im tiefen Keller).
Biberti gastierte zudem an zahlreichen anderen Bühnen. In späteren Jahren verfiel Biberti dem Alkohol.
1893 heiratete der Katholik Biberti in Berlin die Protestantin Emilie Beral (1863–1938) aus Herbesthal, Kreis Eupen. Der Ehe entsprangen die Söhne Robert Biberti  – Mitglied der Comedian Harmonists und später Sänger des Meistersextetts – und Leopold Biberti, Schauspieler.

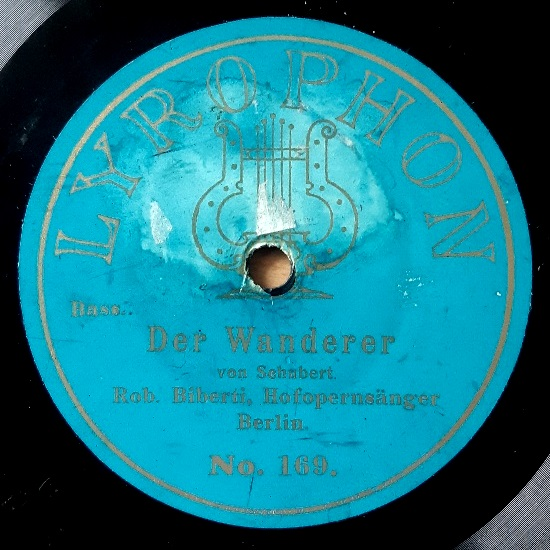
Schallplatte von Robert Biberti (Berlin 1904)

Robert Biberti hinterließ zahlreiche Schallplatten für Berliner Records (Berlin 1900), G&T (Dresden 1902), Zon-O-Phon (Berlin 1903), Odeon (Leipzig 1904), Polyphon (Leipzig 1904), Lyrophon (Berlin 1904), Star (Berlin 1905), und Globos (Hannover 1906), außerdem Edison-, Pathé- und Columbia-Walzen (Berlin 1903–04).